# Santa Clotilde (Cantagalo)
Santa Clotilde é uma aldeia de São Tomé e Príncipe, localiza-se no Distrito de Cantagalo, ilha de São Tomé, próxima às localidades de Maria Luísa e de Montes Herminos.